# Cristóbal de Mondragón
Cristóbal de Mondragón y Mercado (Medina del Campo, 1514 – Anvers, 4 janvier 1596) 
est un militaire espagnol du XVIe siècle. Colonel des tercios des Flandres, il a servi sous les ordres du duc d'Albe, de Luis de Requesens, d'Alexandre Farnèse et de Pierre-Ernest Ier de Mansfeld. Il a combattu durant la guerre de Quatre-Vingts Ans contre les armées de Guillaume Ier d'Orange-Nassau et de Maurice de Nassau en suite. Grâce à son talent de stratège, on lui doit d'importantes victoires obtenues par les tercios espagnols aux Pays-Bas espagnols à une époque de décadence de la domination espagnole dans cette région.
Mondragón a exploité diverses techniques militaires comme le passage à gué de rivières en utilisant le moment des marées basses ou bien le recours aux méthodes d'espionnage pour s'informer sur ses ennemis.

## Biographie

### Premières années
Bien que Mondragón soit né à Medina del Campo comme son père, les Mondragón étaient issus de la ville de Mondragón dans la province de Guipuscoa. Sa mère appartenait à une des familles les plus importantes et puissantes de Medina del Campo.

### Début de sa carrière militaire
Entré dans l'armée en 1532 durant le règne de Charles Quint, il a servi d'abord en Italie, après en Tunisie, en Provence, en Allemagne et dans les Pays-Bas des Habsbourg.
Cristóbal de Mondragón s'est fait remarquer pour la première fois à la bataille de Mühlberg contre les protestants de la Ligue de Smalkalde en passant à gué l'Elbe, épisode courageux que Lope de Vega a évoqué dans ses vers. Les troupes de la Ligue étaient stationnées sur la rive de l'Elbe, à proximité de l'actuelle localité qui aujourd'hui appartient à l'état allemand du Brandebourg et à cette époque à celui de la Saxe. Les Saxons avaient détruit les ponts sur l'Elbe qui devenait une barrière naturelle infranchissable. Mondragón faisait partie des audacieux qui, dans la nuit du 24 avril 1547, furent les premiers à franchir le gué de ce fleuve “avec les épées tenues dans la bouche et l'eau au-dessus de la poitrine” réussissant à enlever plusieurs pontons à l'ennemi au milieu du feu des mousquets. Grâce à ces pontons, on a pu construire un pont sur le fleuve qui a permis le passage du gros de l'armée impériale dirigée par Charles Quint en personne et le Duc d'Albe, prenant par surprise les troupes ennemies.
En avril 1559, lors de la Paix du Cateau-Cambrésis, il est nommé gouverneur de Damvillers dans le Duché de Luxembourg et colonel du régiment d'infanterie wallonne des tercios d'Espagne. Comme colonel, il était sous les ordres de Sancho d'Avila quand se sont produits les premières émeutes des protestants dans les Pays-Bas espagnols, emmenés par le prince Guillaume d'Orange. Vers 1569, il a défendu les cités de Liège et Deventer contre les Gueux de la mer.

### Participation à la guerre de Quatre-Vingts Ans

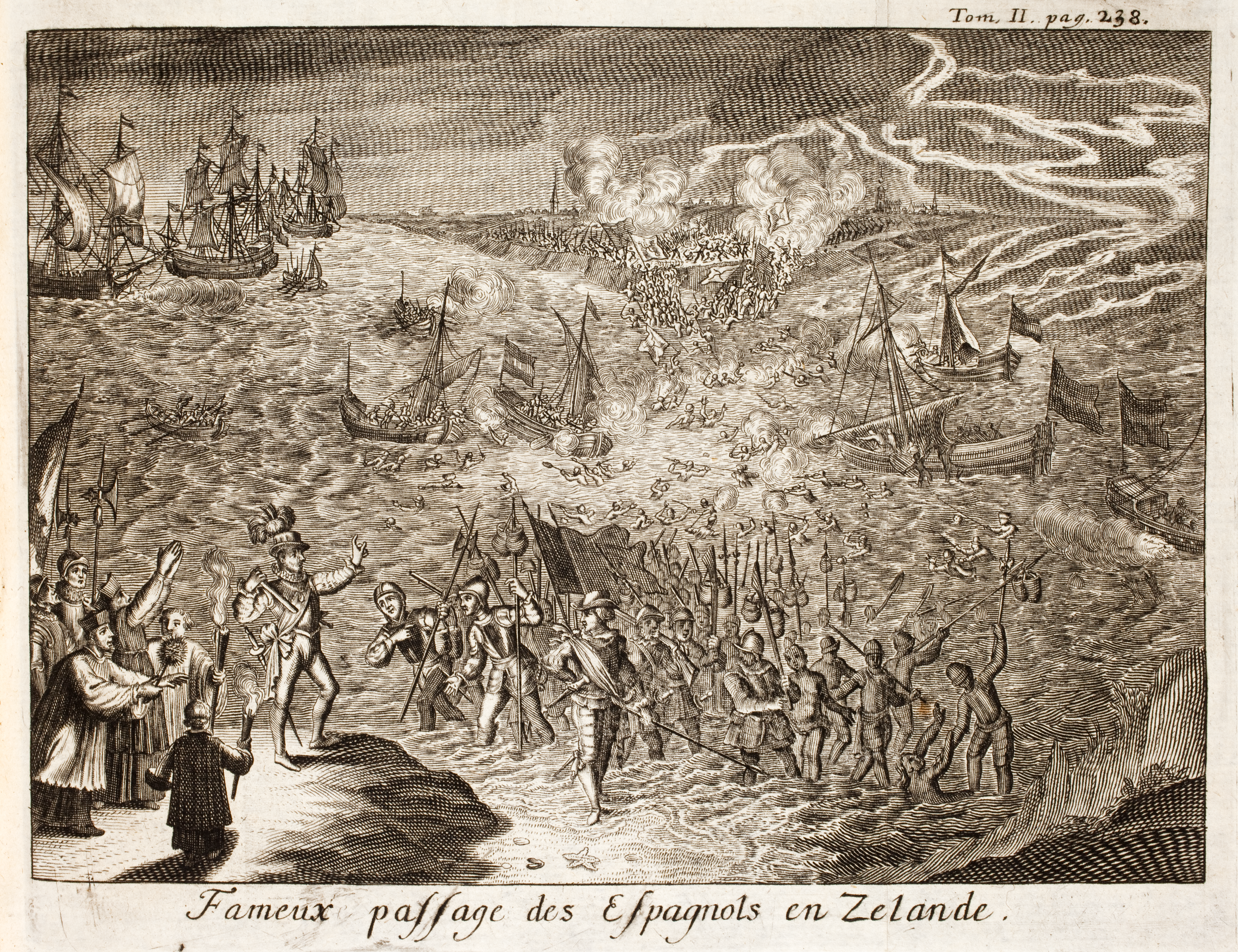
4500 soldats espagnols dirigés par Cristóbal de Mondragón traversent avec succès le Zijpe entre Schouwen et Duiveland dans la nuit du 28 au 29 septembre 1575 pendant la guerre de Quatre-vingts ans. Histoire de la guerre des Païs-Bas, du R.P. Famien Strada ... / traduite par P. Du Ryrer, 1727.

Au début de la guerre de Quatre-Vingts Ans avec le déclenchement de la seconde révolte des protestants de Hollande, au printemps 1570, le Duc d'Albe le chargea de la défense d'Anvers et des cités de Middelbourg et Goes en Zélande. Ces cités se trouvaient complètement entourées par les protestants après leur soulèvement ce qui transformait leur défense en un défi difficile. Son rôle dans cette défense fut souligné par le Duc d'Albe auprès de Philippe II.
L'épisode le plus remarquable a été la Bataille de Goes (en Zélande). En août 1572, cette cité était assiégée par l'armée protestante et par les Gueux de la mer, dirigés par Guillaume d'Orange. Ils avaient fermé les deux bouches de l'Escaut. Cristóbal de Mondragón et Sancho d'Avila eurent l'idée et le courage de passer à gué le large fleuve dans la nuit du 20 octobre 1572, en profitant de la marée basse mais en luttant contre de forts courants. Mondragón était à la tête des 3 000 tercios qui franchirent les 15 kilomètres de mer avec de l'eau au-dessus la poitrine. Au matin, ils prirent pied sur l'île de Zuid-Beveland et attaquèrent par surprise les 7 000 hollandais qui assiègeaient Goes et qui s'enfuirent en masse.
En mai 1573, le colonel Mondragón a reconquis avec 300 hommes l'entrée du canal de l'île de Tholen qui était défendue par 1 200 soldats orangistes qui à nouveau ont été attaqués par surprise.
Au début de 1575, il empêcha un soulèvement à Anvers, alors qu'il était nommé Gouverneur de Gand. En 1575, Mondragón récupéra l'île de Schouwen grâce à la répétition de la tactique du passage à gué, laquelle finit par le rendre très célèbre dans la Guerre de Quatre-Vingts Ans. En 1576, après 9 mois de siège, il fit tomber la cité de Zierikzee, un siège qui était extrêmement complexe à mener, car les protestants dominaient toute la zone. Après cette importante conquête, la Zélande centrale restait aux mains des Espagnols.
En 1578, il prit Limbourg et le château de Dalhem. En juin 1579, Maastricht est enlevée par les troupes d'Alexandre Farnèse après 4 mois de siège au cours duquel Mondragón a joué un rôle décisif pour obtenir cette victoire qui a permis à l'Espagne de récupérer le sud des Pays-Bas espagnols. Mondragón est allé en Espagne pour rendre compte à Philippe II de la situation générale dans les Pays-Bas espagnols.
Durant la période 1580-1581, il fut membre du conseil d'Alexandre Farnèse dont le chef était le Comte Pierre-Ernest de Mansfeld.

### Maître de camp duTercio Viejo
En 1582, il est nommé  maître de camp du Tercio Viejo (qui était l'ancien Tercio de Sicile) connu depuis comme le Tercio de Mondragón, alors que ses troupes ont continué à l'appeler "le colonel". Il a participé à la bataille qui s'est déroulée près de Gand contre l'armée du duc d'Alençon ainsi qu'au siège de Ninove, prenant le château de Linquerque.
Mais la principale opération militaire de cette époque a été le siège d'Anvers. Le 24 août 1584, il a réussi à prendre cette cité, perdant 20 hommes face aux 1 600 morts de l'ennemi. Grâce à ces victoires, en 1585, l'Espagne reprenait la maîtrise de tous les Pays-Bas méridionaux.

### Dernières années. Capitaine général de l'armée des Flandres.
En 1592, déjà âgé, le colonel reprit la lutte dans les Pays-Bas espagnols, mais avec une armée réduite car le gros des troupes était employé à lutter contre la France. À cette époque, il prit les châteaux de Verló et de Turnahaut. À la mort de Farnèse cette même année, lui a succédé le Comte Pierre-Ernest de Mansfeld comme gouverneur des Pays-Bas mais ce dernier dut partir immédiatement pour la France. Il nomma Mondragón capitaine général de l'armée du Brabant et maître de camp général de toute l'Armée des Flandres.
En octobre 1595, la faible armée de Mondragón a affronté sur les rives de la rivière Lippe, les troupes beaucoup plus nombreuses de Maurice de Nassau. Après plusieurs mois passés derrière des retranchements, Maurice essaya de tendre une embuscade à l'armée de Mondragón, mais ce fut lui finalement qui fut surpris par le tercio du colonel (grâce à un travail de recherche d'informations et d'espionnage). Le Comte Philippe de Nassau (cousin de Maurice) y perdit la vie et le Comte Ernest de Nassau a été fait prisonnier. Cette déroute obligea Maurice à se retirer en Hollande.
En décembre 1595, Mondragón se retira au château d'Anvers où il est mort le 4 janvier 1596 après 64 années de service dans les tercios.
Cristóbal de Mondragón a été marié d'abord avec Catalina de Hens et en 1572 avec Guillemette de Chastelet.

## Sources
- (es) Cet article est partiellement ou en totalité issu de l’article de Wikipédia en espagnol intitulé « Cristóbal de Mondragón » (voir la liste des auteurs).